# Stolas
Stolas ili Stolos predstavlja, prema demonologiji, trideset i šestog duha iz Goecije koji u paklu ima visoku prinčevsku titulu i vlada nad dvadeset i šest legija duhova. Pojavljuje se u obliku snažnog gavrana ili sove s krunom na glavi, ali poslije može uzeti i ljudski lik. Podučava astronomiji, ljekovitoj moći biljaka i moći dragog kamenja.
U djelu Johanna Weyera Pseudomonarchia Daemonum (1577.) nabraja se kao posljednji, šezdeset i deveti demon.